# Vyhlášení nezávislosti Ukrajiny
Vyhlášení nezávislosti Ukrajiny byl jednostranný akt, kterým Ukrajina v roce 1991 deklarovala svou nezávislost na Sovětském svazu (SSSR). Vyhlášení nezávislosti Ukrajinské SSR, druhé nejvýznamnější svazové republiky, podstatně přispělo k definitivnímu rozpadu Sovětského svazu na konci roku 1991. 
Den nezávislosti Ukrajiny je ukrajinský státní svátek připomínající schválení textu deklarace parlamentem 24. srpna 1991. 

## Předchozí snahy o nezávislost
Ukrajinci se snažili vyhlásit nezávislost už po ruské revoluci (1917), ale v ukrajinské válce za nezávislost zvítězili bolševici a na západě Polsko. Bolševici východní ukrajinské území sjednotili pod Ukrajinskou sovětskou socialistickou republiku, kterou na konci roku 1922 začlenili do Sovětského svazu jako jednu ze čtyř zakládajících republik.
Ukrajinské právo na sebeurčení však bylo v rámci SSSR uplatňováno jen formálně, skutečná moc byla prostřednictvím komunistické strany soustředěna v Moskvě. Její bezohlednost způsobila obrovský hladomor (1932–1933), který nejvíce postihl zemědělskou Ukrajinu.
Organizace ukrajinských nacionalistů se pokusila využít postupu německé armády za druhé světové války a deklarovala nezávislost Aktem obnovení Ukrajinského státu ve Lvově 30. června 1941. Ukrajinští nacionalisti měli s nacisty společné nepřátele (Sověti, Poláci), což pak vedlo k částečné spolupráci, ale Ukrajinský stát byl po několika dnech nacisty zlikvidován a jeho představitelé zavření do koncentračního tábora Sachsenhausen. Válečný mocenský vzestup a expanze SSSR znamenala rozšíření Ukrajinské SSR o západní  území s převážně smíšeným obyvatelstvem a také konec nadějí na ukrajinskou nezávislost či větší autonomii.

## Vývoj vedoucí k vyhlášení nezávislosti
Odstředivé tendence svazových republik byly průvodním jevem krize Sovětského svazu, se kterou se potýkal v době Michaila Gorbačova (1985–1991). Protesty v Pobaltí nazvané zpívající revoluce vedly po pádu komunismu ve východním bloku (1989) k vyhlášení nezávislosti těchto třech svazových republik na jaře 1990, které se SSSR zprvu snažil vojensky potlačit.
Protesty probíhaly i na Ukrajině a dalších republikách. V roce 1989 se v Kyjevě a ve Lvově oslavoval 22. ledna Den nezávislosti Ukrajiny jako připomínka vyhlášení Ukrajinské lidové republiky v roce 1918. V předvečer dalšího výročí byl mezi Kyjevem a Lvovem, kde měli aktivisti kontakty a zkušenosti s děním v Litvě, utvořen lidský řetěz inspirovaný baltským řetězem z předchozího roku. Byla také obnovena Ukrajinská autokefální pravoslavná církev nezávislá na moskevském patriarchovi.
Ukrajinský parlament nazývaný tehdy Nejvyšší sovět USSR přijal 16. července 1990 rezoluci o státní suverenitě Ukrajiny. První výročí bylo 16. červenec 1991 oslavováno jako nové datum Dne nezávislosti.
Odstředivým tendencím se Gorbačov snažil čelit reformou svazu a poskytnutím větší autonomie. Důsledků rozpadu atomové supervelmoci se obávaly i USA a prezident George Bush měl proto 1. srpna 1991 v Kyjevě proslov snažící se poslance parlamentu odradit od vyhlašování nezávislosti. Získal posměšnou přezdívku zbabělý kyjevský projev (Chicken Kiev Speech), která je slovní hříčkou se specialitou kyjevský kotlet. Parlament však deklaraci schválil 24. srpna 1991, těsně po nezdařeném moskevském puči, kterým se konzervativci snažili zvrátit Gorbačovovi změny. Potlačení puče vedlo k posílení moci Borise Jelcina, představitele ruské svazové republiky, na úkor Gorbačova. Ve stejný den, 24. srpna, Gorbačov rozpustil Ústřední výbor KSSS a rezignoval na funkci generálního tajemníka KSSS.
Během podzimu byl již zřejmý rozklad Sovětského svazu. Ukrajinská deklarace nezávislosti byla 1. prosince 1991 stvrzena všelidovým hlasováním o nezávislosti na Sovětském svazu s výsledkem 90,32 procent proti 7,58 procentům oprávněných voličů při 84% účasti. Podpora drtivé většiny obyvatel druhé nejvýznamnější svazové republiky ukončily naděje na zachování nějaké formy Sovětského svazu a posunuly jeho rozpad do závěrečné fáze. O týden později byla podepsána Bělověžská dohoda ukončující existenci SSSR, který formálně zanikl 26. prosince.

## Uznání nezávislosti
Jako první Ukrajinu jako nezávislý stát uznalo 2. prosince 1991 Polsko a Kanada a potom ještě ten den i prezident Ruské sovětské federativní socialistické republiky Boris Jelcin. Následovaly další státy a na konci roku 1991 už Ukrajinu uznalo 68 států, na konci roku 1992 to pak bylo 132 států.

## Autor deklarace nezávislosti
Autorem deklarace byl Levko Lukianenko, sovětský disident, který strávil v sovětských věznicích a gulazích téměř třicet let. V roce 1961 byl za protistátní činnost odsouzen na 15 let, necelé dva roky po propuštění znovu na 15 let. Po návratu na Ukrajinu se účastnil prvních demokratických voleb do Nejvyššího sovětu Ukrajinské SSR a byl zvolen poslancem. Ihned potom inicioval vytvoření skupiny v parlamentu pro nezávislost Ukrajiny a její původní počet členů 20 se postupně rozrůstal. V říjnu 1990 v Kyjevě za nezávislost demonstrovaly už desetitisíce lidí. V roce 1991 pak vycítil blízkost nezávislosti Ukrajiny a prosadil se skupinou pro nezávislost hlasování. Do sešitu napsal během hodiny a půl text deklarace.